# Église Saint-André de Joigny
L'église Saint-André est une église catholique française, située à Joigny dans l'Yonne. Elle dépend pour le culte de l'archidiocèse de Sens-Auxerre.

## Localisation
L'église est située à Joigny, place de la République, dans la ville haute.

## Histoire

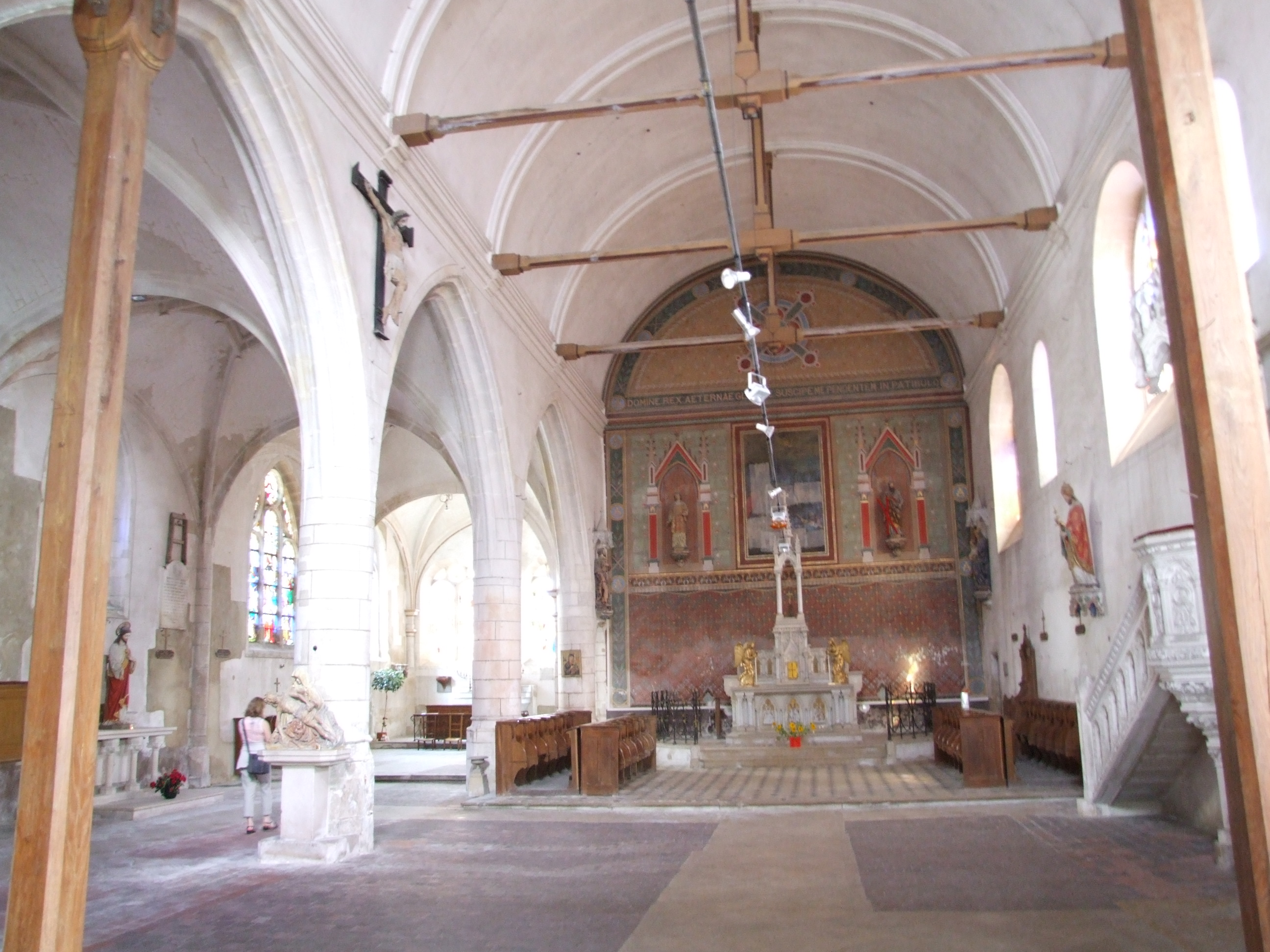
L'intérieur de l'église Saint-André

Le comte Geoffroy de Joigny fait venir des moines de l'abbaye de La Charité-sur-Loire pour fonder un prieuré dans les faubourgs de la ville en 1080. Au fil des ans, la seconde enceinte des remparts de la ville englobe ce nouveau quartier peuplé d'artisans et de vignerons. L'église du prieuré devient donc église paroissiale au tout début du XIIIe siècle et agrandie. Elle est placée à l'origine sous le vocable de Notre-Dame, mais devient église Saint-André au XVIe siècle, lorsqu'elle est réaménagée au nord avec le prolongement d'un bas-côté à voûte d'ogive, et à l'est avec un chevet plat, après l'incendie ravageur de la ville en 1530.
La large nef actuelle reprend la nef primitive de l'église du XIe siècle. La façade occidentale est refaite vers 1550. Le collatéral est formé de cinq travées à voûtes ogivales du gothique tardif.

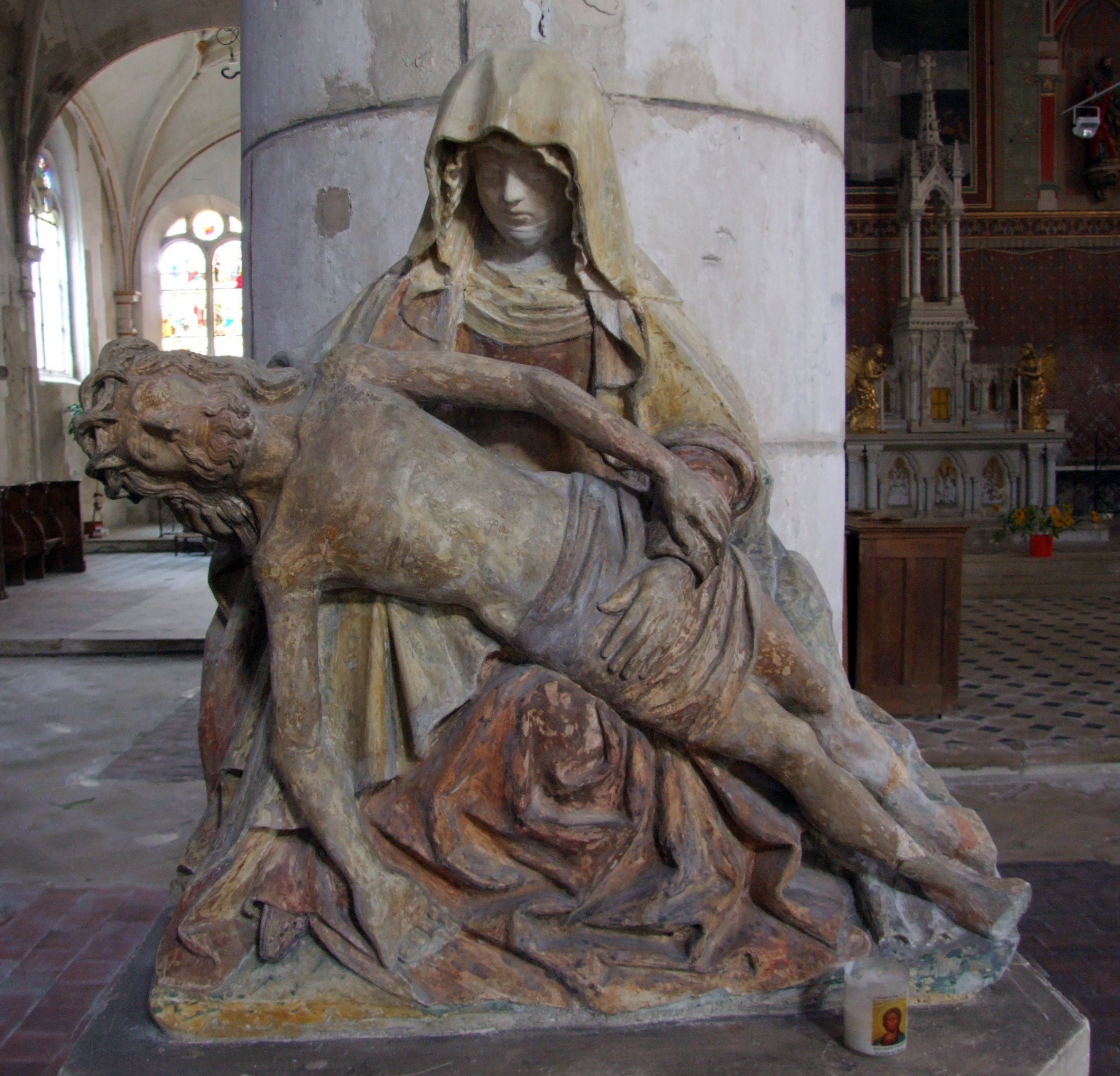
Pietà

L'église sert de sépulture aux comtes de Joigny. On remarque à l'intérieur de l'église une Pietà exceptionnelle de la fin du Moyen Âge, ainsi qu'une dalle funéraire du XIIIe siècle de Guillaume, comte de Joigny, et une dalle funéraire d'un prêtre du XVe siècle, classées aux monuments historiques en 1992.
L'édifice est classé au titre des monuments historiques en 1971.

## Intérieur de l’église
- On remarque une dalle funéraire du XIIIe siècle, en pierre, de Guillaume, comte de Joigny ; il est représenté tête nue, mains jointes, les pieds appuyés sur un chien est vêtu d'une longue robe à plis serrés fixée à la taille par une ceinture. De chaque côté à ses pieds se trouvent deux angelots tournés vers le gisant. Elle a été classée Monuments historiques au titre objet en 1992.
- Groupe sculpté Vierge de Pitié en pierre peinte du XVe siècle. Classé Monuments historiques au titre objet, 1992